# جوشوا سميث (ممثل)
جوشوا سميث (بالإنجليزية: Joshua Fredric Smith)‏ هو ممثل أمريكي، ولد في 1981.

## وصلات خارجية
- جوشوا سميث على موقع IMDb (الإنجليزية)
- جوشوا سميث على موقع قاعدة بيانات الفيلم (الإنجليزية)